# Mistrovství Evropy ve vodním pólu 2010
Mistrovství Evropy ve vodním pólu za rok 2010 proběhlo v Záhřebu, Chorvatsko ve dnech 29. srpna až 11. září 2010.

## Česká stopa
Mužská a ženská reprezentace se na letošní mistrovství Evropy nekvalifikovala.

## Medailisté
| Muži | Zlato | Stříbro | Bronz |
| ---- | --- | --- | --- |
| Tým  | Chorvatsko (CRO) (Josip Pavić, Damir Burić, Miho Bošković, Nikša Dobud, Maro Joković, Petar Muslim, Frano Karač, Andro Bušlje, Sandro Sukno, Samir Barać, Igor Hinić, Paulo Obradović, Ivan Buljubašić, ??? (n), ??? (n)))                                                                                       | Itálie (ITA) (Stefano Tempesti, Stefano Luongo, Niccolò Gitto, Pietro Figlioli, Zeno Bertoli, Maurizio Felugo, Massimo Giacoppo, Valentino Gallo, Christian Presciutti, Deni Fiorentini, Matteo Aicardi, Arnaldo Deserti, Giacomo Pastorino, ??? (n), ??? (n)))                                                      | Srbsko (SRB) (Slobodan Soro, Marko Avramović, Živko Gocić, Vanja Udovičić, Boris Vapenski, Duško Pijetlović, Slobodan Nikić, Milan Aleksić, Nikola Rađen, Filip Filipović, Andrija Prlainović, Stefan Mitrović, Gojko Pijetlović, ??? (n), ??? (n)))                                                 |
| Ženy | Zlato | Stříbro | Bronz |
| Tým  | Rusko (RUS) (Jevgenija Procenková, Naděžda Glyzinová, jekatěrina Prokofjevová, Sofija Konuchová, Jevgenija Pustynnikovová, Natalija Ryžova, Jekatěrina Tankejevová, Jevgenija Sobolevová, Alecandra Antonovová, Olga Beljajevová, Jevgenija Ivanovová, Julija Gauflerová, Marija Kovtunovská, ??? (n), ??? (n))) | Řecko (GRE) (Maria Curisová, Christina Cukalasová, Antiopi Melidonisová, Ilektra Psunisová, Kyriaki Liosisová, Alkisti Avramidisová, Alexandra Asimakisová, Antigoni Rumbesisová, Angeliki Gerolymisová, Triantafyllia Manoliudakisová, Stavrula Antonakisová, Georgia Larasová, Eleni Kuvdisová, ??? (n), ??? (n))) | Nizozemsko (NED) (Ilse van der Meijdenová, Yasemin Smitová, Mieke Caboutová, Biurakn Hakhverdianová, Sabrina van der Slootová, Nomi Stomphorstová, Iefke van Belkumová, Noeki Kleinová, Jantien Caboutová, Nienke Vermeerová, Marloes Nijhuisová, Simone Kootová, Anne Heinisová, ??? (n), ??? (n))) |

pozn. Dva hráči ze sestav byli nehrajícími náhradníky tj. náhradníci na tribuně, nebo necestujující náhradníci připraveni na telefonu dorazit v případě zranění.